# エリザベス・シュー
エリザベス・シュー（Elisabeth Shue、本名: Elisabeth Judson Shue、1963年10月6日 - ）は、アメリカ合衆国の女優。

## プロフィール
デラウェア州ウィルミントン出身。ウェルズリー大学とハーバード大学で学び、在学中に女優を志して勉学を中断。後にハーバードに戻り、15年後の2000年に学位を取得した。
『ベスト・キッド』で主人公のガールフレンド役に抜擢されたことから注目され『ベビーシッター・アドベンチャー』では主役を務めたが、『カクテル』ではトム・クルーズ扮する主人公のガールフレンド役、『バック・トゥ・ザ・フューチャー PART2』から、前作主人公のガールフレンド役クローディア・ウェルズの代理としてなど、「ガールフレンド」役や観客が感情移入しやすい「隣に住んでいそうな親しみやすい女の子」のような役が続いたが、1995年に出演した『リービング・ラスベガス』では娼婦を演じ、アカデミー主演女優賞にノミネートされるなど高い評価を得る。
2012年よりテレビシリーズ『CSI:科学捜査班』（第12シーズン第14話〜第15シーズンに出演）のジュリー・フィンレイ役としてレギュラー出演した。

## 私生活
弟は俳優のアンドリュー・シュー。映画監督である夫のデイヴィス・グッゲンハイムとの間に子供が3人いる。

## 主な出演作品

### 映画
| 公開年 | 日本語題 原題                                                    | 役名                     | 備考                                                                                | 吹き替え |
| ------ | ---------------------------------------------------------------- | ------------------------ | ----------------------------------------------------------------------------------- | --- |
| 1984   | ベスト・キッド The Karate Kid                                    | アリ・ミルズ             |                                                                                     | 大坂史子（ソフト版） 佐々木優子（テレビ朝日版） TBA（機内上映版）                                                              |
| 1986   | リンク Link                                                      | ジェーン・チェイス       |                                                                                     | 日髙のり子（テレビ東京版） |
| 1987   | ベビーシッター・アドベンチャー Adventures in Babysitting         | クリス                   |                                                                                     | 富永みーな（フジテレビ版） TBA（WOWOW版）                                                                                      |
| 1988   | カクテル Cocktail                                                | ジョーダン・ムーニー     |                                                                                     | 小山茉美（フジテレビ版） |
| 1989   | バック・トゥ・ザ・フューチャー PART2 Back to the Future Part II  | ジェニファー・パーカー   |                                                                                     | 勝生真沙子（ソフト版） 佐々木優子（テレビ朝日版） 白石涼子（BSジャパン版） 瀬戸麻沙美（日本テレビ版）                          |
| 1990   | バック・トゥ・ザ・フューチャー PART3 Back to the Future Part III | ジェニファー・パーカー   |                                                                                     | 勝生真沙子（ソフト版） 佐々木優子（テレビ朝日版） 岡寛恵（日本テレビ版） 白石涼子（BSジャパン版） 瀬戸麻沙美（新日本テレビ版） |
| 1991   | あなたに恋のリフレイン The Marrying Man                          | アデル・ホーナー         |                                                                                     | 相沢恵子 |
| 1991   | ソープディッシュ Soapdish                                        | ローリー・クラヴェン     |                                                                                     | |
| 1993   | 風と共に去る20ドル!? Twenty Bucks                                | エミリー・アダムス       |                                                                                     | （吹き替え版なし） |
| 1993   | 愛が微笑む時 Heart and Souls                                     | アン                     |                                                                                     | 相沢恵子 |
| 1994   | ラジオ・インサイド Radio Inside                                  | ナタリー                 |                                                                                     | |
| 1994   | ブラインド・ジャスティス Blind Justice                           | カロライン               | テレビ映画                                                                          | |
| 1995   | 蒼い記憶 Underneath                                              | スーザン                 |                                                                                     | |
| 1995   | リービング・ラスベガス Leaving Las Vegas                         | サラ                     | 全米映画批評家協会賞主演女優賞 受賞 インディペンデント・スピリット賞主演女優賞 受賞 | 勝生真沙子 |
| 1996   | トリガー・エフェクト The Trigger Effect                          | アニー・ケイ             |                                                                                     | 渡辺美佐 |
| 1997   | セイント The Saint                                               | エマ・ラッセル           |                                                                                     | 佐々木優子（ソフト版） 小林優子（テレビ朝日版）                                                                                |
| 1997   | 地球は女で回ってる Deconstructing Harry                          | フェイ                   |                                                                                     | （吹き替え版なし） |
| 1998   | レア魔性の肉体 Palmetto                                          | ドネリー夫人 / レア      |                                                                                     | 小山茉美（VHS版、テレビ東京版）                                                                                                |
| 1998   | シティ・オブ・エンジェル City of Angels                          | 妊娠した女性             | クレジットなし                                                                      | |
| 1998   | 従妹ベット Cousin Bette                                          | ジェニー                 |                                                                                     | 服部幸子 |
| 1999   | モリー Molly                                                     | モリー・マッケイ         |                                                                                     | |
| 2000   | インビジブル Hollow Man                                          | リンダ・マッケイ         |                                                                                     | 佐々木優子（ソフト版） 田中敦子（テレビ朝日版）                                                                                |
| 2002   | レオポルド・ブルームへの手紙 Leo                                 | メアリー                 |                                                                                     | （吹き替え版なし） |
| 2004   | ミステリアス・スキン Mysterious Skin                             | マコーミック夫人         |                                                                                     | |
| 2005   | ハイド・アンド・シーク 暗闇のかくれんぼ Hide and Seek            | エリザベス・ヤング       |                                                                                     | 藤貴子（ソフト版） 佐々木優子（テレビ東京版）                                                                                  |
| 2005   | 夢駆ける馬ドリーマー Dreamer: Inspired by a True Story           | リリー・クレーン         |                                                                                     | 藤本喜久子 |
| 2008   | ロック・ミー・ハムレット! Hamlet 2                               | エリザベス・シュー       |                                                                                     | 佐々木優子 |
| 2010   | ピラニア3D Pirania 3D                                            | ジュリー・フォレスター   |                                                                                     | 三石琴乃 |
| 2012   | ボディ・ハント House at the End of the Street                    | サラ・キャシディ         |                                                                                     | 佐々木優子 |
| 2012   | マーヴェリックス/波に魅せられた男たち Chasing Mavericks          | クリスティ・モリアリティ |                                                                                     | 瀬尾恵子 |
| 2012   | 31年目の夫婦げんか Hope Springs                                  | カレン                   |                                                                                     | 湯屋敦子 |
| 2014   | そんなキミに恋してる Behaving Badly                              | パメラ・ベンダー         |                                                                                     | （吹き替え版なし） |
| 2017   | バトル・オブ・ザ・セクシーズ Battle of the Sexes                 | プリシラ・ウィリアン     |                                                                                     | よのひかり |
| 2018   | デス・ウィッシュ Death Wish                                      | ルーシー・カージー       |                                                                                     | 寺依沙織 |
| 2020   | グレイハウンド Greyhound                                         | イヴリン                 | 2020年7月10日よりApple TV+で配信                                                    | 佐々木優子 |

### テレビシリーズ
| 放映年      | 日本語題 原題                                                 | 役名                     | 備考                               | 吹き替え |
| ----------- | ------------------------------------------------------------- | ------------------------ | ---------------------------------- | -------- |
| 2012 - 2015 | CSI:科学捜査班 CSI: Crime Scene Investigation                 | ジュリー・フィンレイ     | レギュラーキャストとして計71話出演 | 田中敦子 |
| 2019-2020   | ザ・ボーイズ The Boys                                         | マデリン・スティルウェル | メイン(S1)、ゲスト(S2)             | 本田貴子 |
| 2021        | コブラ会 Cobra Kai                                            | アリ・ミルズ             | シーズン3-9話                      |          |
| 2023        | ジェン・ブイ Gen V                                            | マデリン・スティルウェル | ゲスト (S1)                        | 本田貴子 |
| 2022        | スーパーパンプト/Uber -破壊的ビジネスを創った男- Super Pumped | ボニー・カラニック       |                                    | 増岡裕子 |

## 参照
1. ↑  “『リービング・ラスベガス』のエリザベス・シュー、「CSI：科学捜査班」のレギュラーに”. シネマトゥデイ. (2011年11月22日) 2013年3月8日閲覧。
2. ↑  Elisabeth Shue pics and links offered by WomenCelebs.com
3. ↑  “エリザベス・シューに女児誕生”. シネマトゥデイ. (2006年6月21日) 2013年3月8日閲覧。